# Valle de Tenza

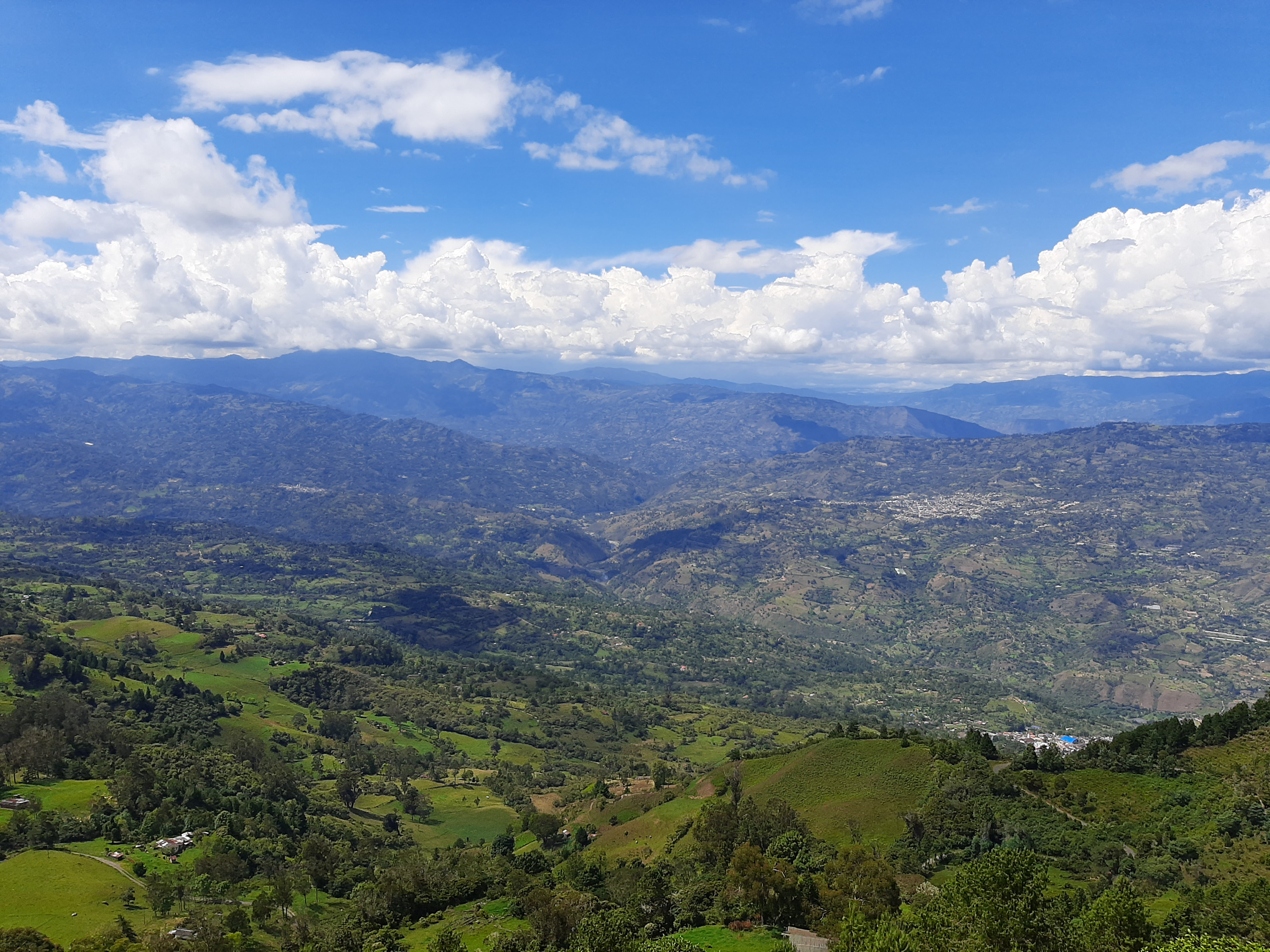
Región del Valle de Tenza vista desde el Cerro de Somondoco. Se observan los cascos urbanos de Guayatá (fondo a la izquierda), Guateque (fondo a la derecha) y Somondoco (primer plano a la derecha)

El Valle de Tenza es una región geográfica y cultural ubicada  al sur del departamento colombiano de Boyacá y al oriente del departamento de Cundinamarca. El Valle de Tenza es atravesado por la Cordillera Oriental y por esa razón tiene un terreno muy quebrado y una gran variedad de climas que van desde el frío páramo hasta el cálido llano. Es una zona rica en fauna y flora. Sus principales actividades comerciales se basan en la agricultura y la minería, con producción de café, extracción de esmeraldas y presencia de canteras como ejemplos de estas actividades. La región es recorrida por muchos ríos y quebradas tales como el río Machetá, el Súnuba, el Garagoa, o el Batá. En el lugar donde el río Súnuba se une con el río Garagoa se considera el inicio del Embalse la Esmeralda. Este embalse artificial es aprovechado para la producción de energía eléctrica en la Central Hidroeléctrica de Chivor, una de las más importantes productoras de electricidad que abastecen a gran parte del país. Las principales cabeceras municipales son Garagoa y Guateque. El Valle de Tenza tiene una población aproximada de más de 80.000 habitantes.

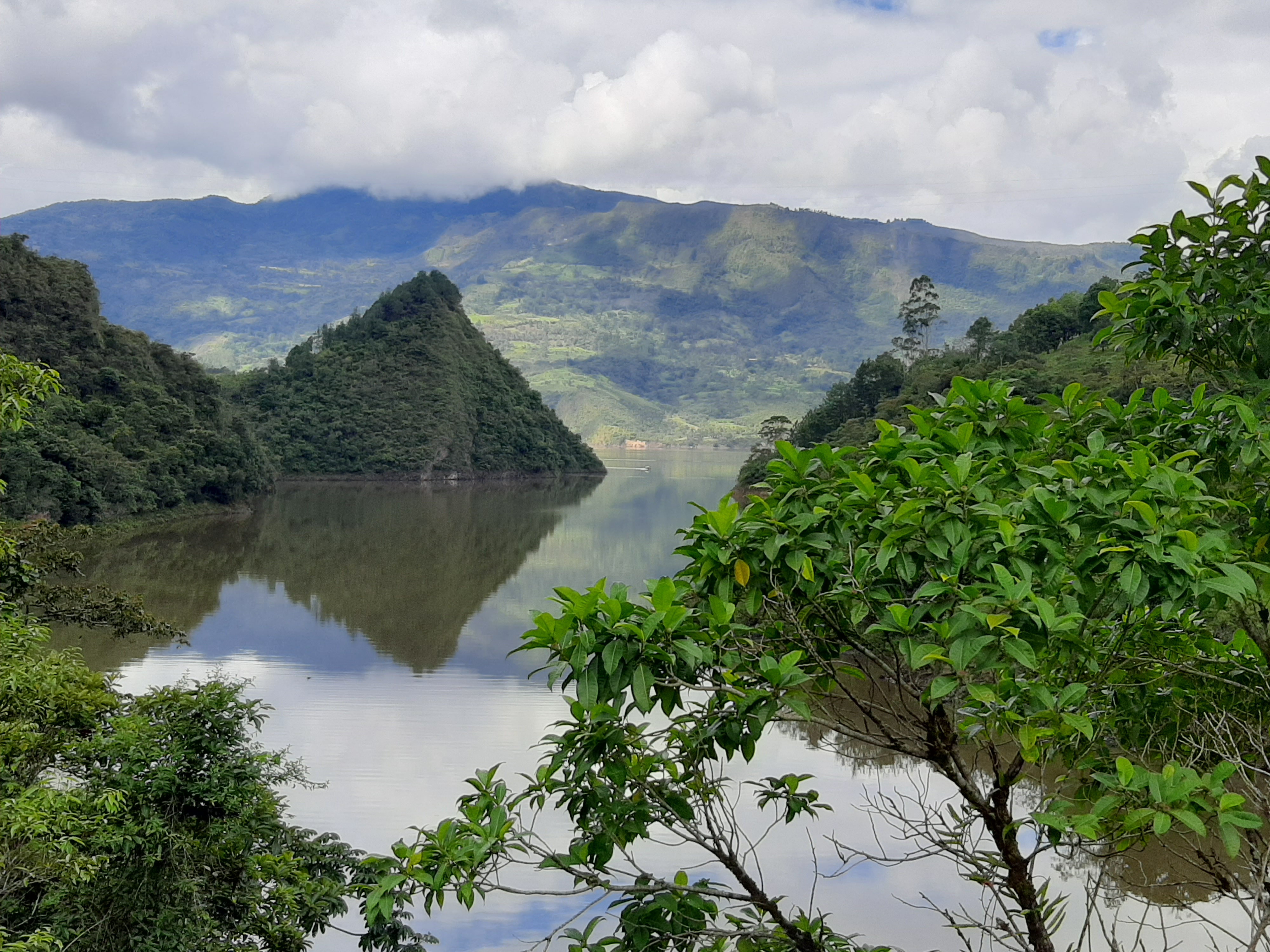
Embalse La Esmeralda desde el sector de Quebrada Honda.

La región está conformada por los municipios de Tibirita, Machetá y Manta en Cundinamarca; Guateque, Guayatá, Somondoco, Tenza, Sutatenza, Almeida, Chivor y La Capilla en la provincia boyacense de Oriente; y Garagoa, Chinavita, Macanal, Pachavita, San Luís de Gaceno y Santa María de la provincia boyacense de Neira.

## Historia
Es difícil establecer el periodo y la extensión de los primeros asentamientos humanos en la zona, pero se conoce que antes de la conquista española el territorio estaba habitado mayoritariamente por indígenas del pueblo muisca. Gran parte de la región pertenecía al territorio del Zaque de Hunza (Tunja), y era limítrofe con territorios del Zipa de Bacatá (Bogotá) y el territorio tegua. Investigaciones arqueológicas indican que los habitantes prehispánicos de la zona lograron mantener una relativa homogeneidad cultural, que puede evidenciarse en el material cerámico allí recuperado, conocido como Valle de Tenza Gris.
Los primeros documentos de la conquista que hacen referencia a la región del Valle de Tenza proceden del año 1537. Se relata que el conquistador Gonzalo Jiménez de Quesada y su ejército llegaron a esta zona el día de San Juan (24 de junio), por lo que los conquistadores la denominaron en primera instancia Valle de San Juan. Las noticias de encontrar minas de esmeraldas en el sitio denominado Somondoco motivaron en primera estancia a los conquistadores a recorrer estas tierras, las cuales eran denominadas por los pobladores indígenas como Tenisuca, vocablo que fue castellanizado como "Tenza", de tal forma que con el pasar del tiempo los territorios empezaron a denominarse Valle de Tenza.
Aunque durante el proceso de independencia no hubo batallas en la región, se ha establecido que el Ejército Patriota tuvo una gran participación de personas oriundas del Valle de Tenza reclutadas para revitalizar el ejército libertador.
A nivel del periodo republicano se resalta que el presidente liberal Enrique Olaya Herrera, quien ocupó el cargo entre 1930 y 1934, fue oriundo de la población de Guateque.
Más recientemente, en esta región nació Radio Sutatenza, que fue un referente nacional en educación a través de la radiodifusión durante sus más de 40 años de funcionamiento entre 1947 y 1989.

## Transporte
La región se conecta con Bogotá y es atravesada por la vía Transversal del Sisga, que es una de las vías alternas para llegar a los llanos orientales desde la capital del país. A lo largo de este corredor vial se cruzan 15 túneles, la mayoría de estos ubicados en las proximidades de la presa o terraplén del Embalse la Esmeralda. Otra de las vías principales de la región es la carretera departamental entre Puente Camacho (Jenesano) y el sector de Las Juntas en Garagoa, que sirve para unir el Valle de Tenza con la capital departamental Tunja.

## Listado de municipios
Nota: las capitales de Provincia en Itálica. Ni
| Bandera | Nombre             | Departamento | Provincia | Altitud (m s. n. m.) | Área (km²) | Habitantes | Año de fundación | Código postal urbano |
| ------- | ------------------ | ------------ | --------- | -------------------- | ---------- | ---------- | ---------------- | -------------------- |
|         | Chinavita          | Boyacá       | Neira     | 1757                 | 148        | 3 499      | 1822             | 153280               |
|         | Garagoa            | Boyacá       | Neira     | 1675                 | 191,75     | 16 974     | 1556             | 152860               |
|         | Macanal            | Boyacá       | Neira     | 1675                 | 199,5      | 4 827      | 1777             | 152840               |
|         | Pachavita          | Boyacá       | Neira     | 1985                 | 68         | 2 453      | 1716             | 153210               |
|         | San Luis de Gaceno | Boyacá       | Neira     | 395                  | 458,5      | 4 996      | 1956             | 152801               |
|         | Santa María        | Boyacá       | Neira     | 830                  | 326,44     | 3 918      | 1944             | 152820               |
|         | Almeida            | Boyacá       | Oriente   | 1925                 | 57,98      | 1 699      | 1907             | 153020               |
|         | Chivor             | Boyacá       | Oriente   | 1850                 | 103        | 1 752      | 1905             | 153001               |
|         | Guateque           | Boyacá       | Oriente   | 1810                 | 36,1       | 9 552      | 1537             | 153050               |
|         | Guayatá            | Boyacá       | Oriente   | 1700                 | 103        | 5 013      | 1821             | 153040               |
|         | La Capilla         | Boyacá       | Oriente   | 1755                 | 57,26      | 2 499      | 1793             | 153220               |
|         | Somondoco          | Boyacá       | Oriente   | 1695                 | 58,7       | 3 555      | 1537             | 153030               |
|         | Sutatenza          | Boyacá       | Oriente   | 1895                 | 41,26      | 4 033      | 1783             | 153060               |
|         | Tenza              | Boyacá       | Oriente   | 1560                 | 51         | 4 052      | 1537             | 153201               |
|         | Machetá            | Cundinamarca | Almeidas  | 2094                 | 225        | 6 272      | 1593             | 250840               |
|         | Manta              | Cundinamarca | Almeidas  | 1924                 | 105        | 4 732      | 1772             | 250830               |
|         | Tibirita           | Cundinamarca | Almeidas  | 1980                 | 57         | 2 946      | 1593             | 250820               |
|         | Tunja              | Boyacá       | Centro    | 2820                 | 121.4      | 215.000    | 1539             | 150001               |
|         | Guatavita          | Cundinamarca | Guavio    | 2680                 | 247        | 6.898      | 1593             | 251060               |
|         | Sesquilé           | Cundinamarca | Almeidas  | 2595                 | 141        | 13.936     | 1600             | 251050               |
|         | Gachetá            | Cundinamarca | Guavio    | 1745                 | 262        | 11.000     | 1593             | 251230               |
|         |                    |              |           |                      |            |            |                  |                      |

## Tenza
Tenza es un municipio colombiano del departamento de Boyacá, situado en el centro-oriente de Colombia, en la región del Valle de Tenza. Está situado a unos 83 kilómetros de la ciudad de Tunja. Se ubica en la Provincia del Oriente.

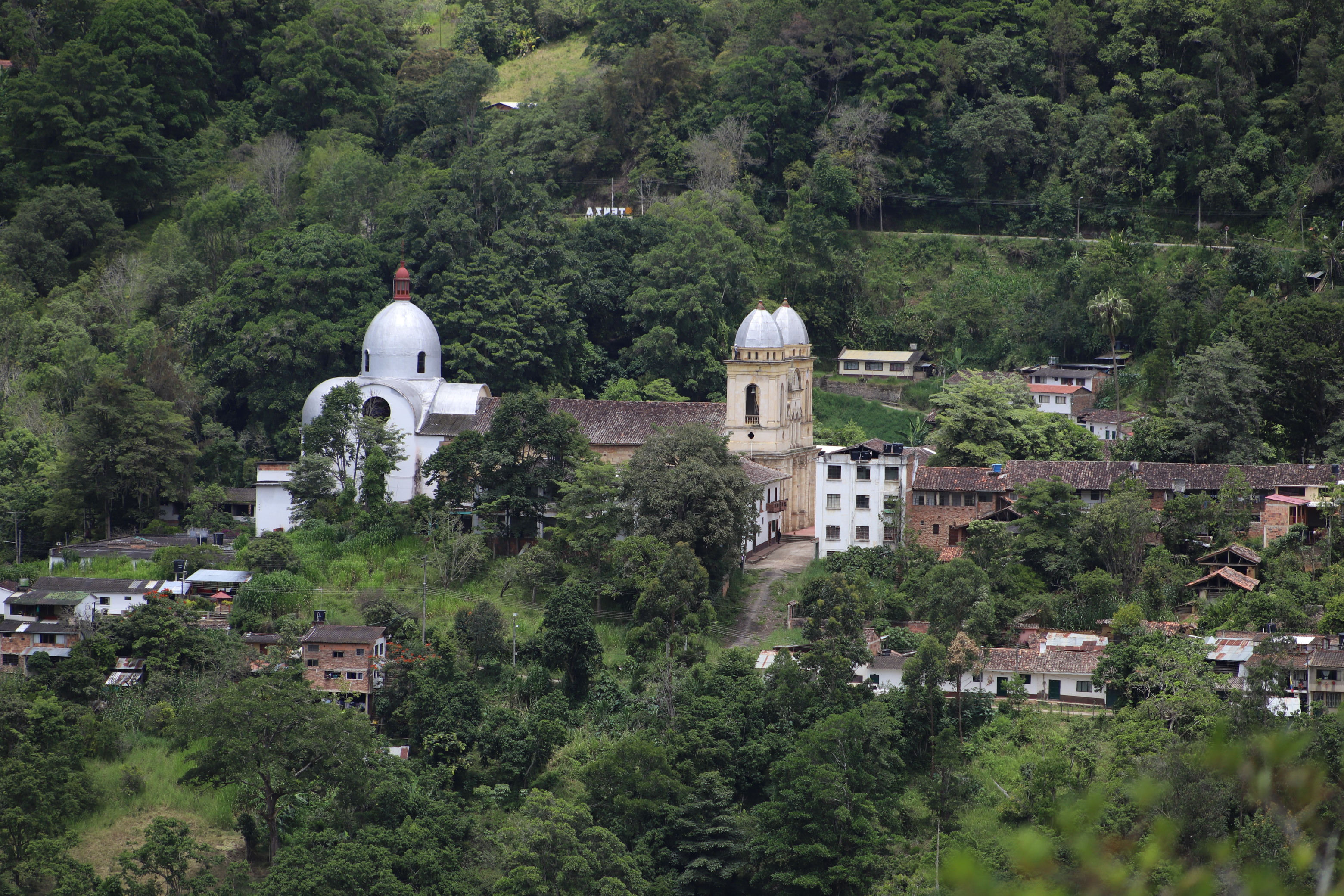
Parroquia San Miguel Arcángel, Municipio de Tenza (Boyacá). Vista desde la Vereda Aposentos.

El municipio limita por el norte con La Capilla y Pachavita, al occidente con el departamento de Cundinamarca, al sur con Sutatenza, al oriente con Garagoa.
El nombre de Tenza significa en lengua muisca "Rey de los vientos". El lugar recibió este nombre tiempo antes del primer arribo español en 1537, pues se encontraba poblado por grupos indígenas gobernados por el Cacique Cora, tributario del Zaque de Hunza.

## Machetá
También llamada como la puerta de oro del Valle de Tenza. Celebra sus ferias y fiestas en el puente festivo del mes de octubre, con grandes presentaciones musicales y exposiciones culturales
A pocos minutos de esta población se encuentra uno de los parques de escalada más importantes del centro del país, el farallón de rocas de Machetá que ha atraído a cientos de amantes de la aventura de la escalada en roca. En la zona hay varios hospedajes con aguas termales, otro de los atractivos de la población.

## Tibirita
Tibirita en un municipio ubicado al noroeste del Departamento de Cundinamarca sobre el flanco oriente de la cordillera oriental, limita por el norte con Villapinzón (Cund), por el oriente con el municipio de La Capilla (Boy), y sur con el municipio de Guateque (Boy) y con el occidente con los municipios de Manta, Machetá y Chocontá (Cund). Celebra sus tradicionales ferias y fiestas el primer puente festivo de noviembre.

## Manta
Manta es un municipio de Cundinamarca (Colombia), ubicado en la provincia de Almeidas, se encuentra a 90km de Bogotá.
Este bello municipio del departamento de Cundinamarca encierra una corta pero interesante historia en el campo político y cultural de la tradición colombiana.

## Guateque

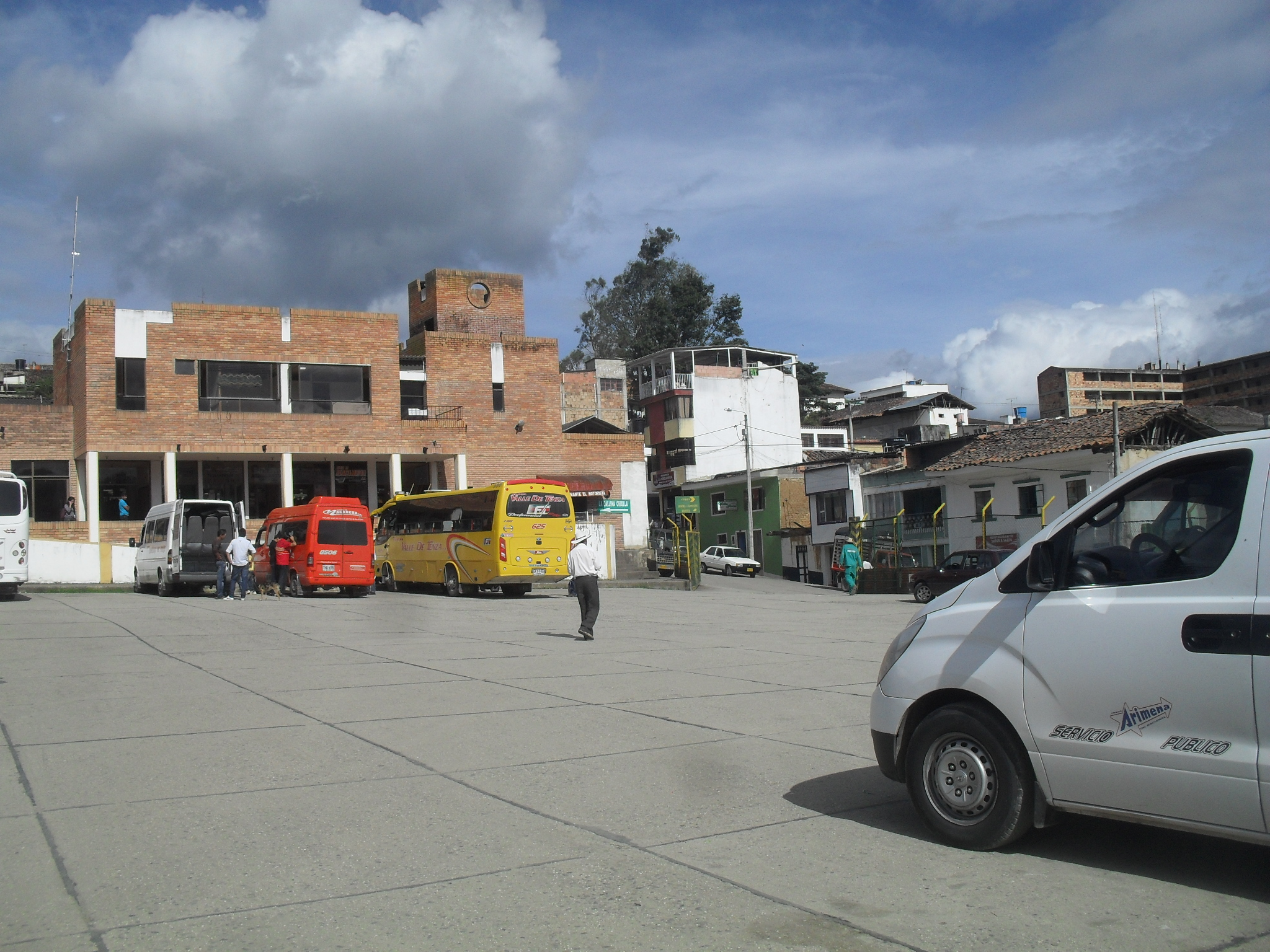
Terminal de transportes de Guateque, el más transcurrido de la región

Es un municipio colombiano, ubicado en el departamento de Boyacá, a 125 kilómetros al sur de Tunja, capital departamental, y a 112 de Bogotá, capital nacional. Limita con los municipios de La Capilla, Tenza, Sutatenza, Somondoco, Tibirita. El municipio de Guateque tiene una población de 10.921 personas, de las cuales 6.985 viven en el casco urbano y los 2.937 habitan la zona rural. Su población en su mayoría es de raza blanca la otra parte de la población es mestiza. Los habitantes del municipio se reconocen por su hospitalidad y buen trato hacia el turista.
En Boyacá el municipio de Guateque es reconocido por su gran despliegue y elaboración de pirotecnia, en el Festival Pirotécnico se pueden encontrar diferentes delegaciones que llegan de todas partes de Colombia, se espera que en el futuro el Festival albergara delegaciones pirotécnicas de todo el mundo.
Celebra sus ferias y fiestas del 24 al 26 de diciembre.
En este municipio se vende el guarapo y la chicha a muy buen precio y de un buen sabor para el turista que viene con sed debido a la calor que hace en verano.

## Guayatá

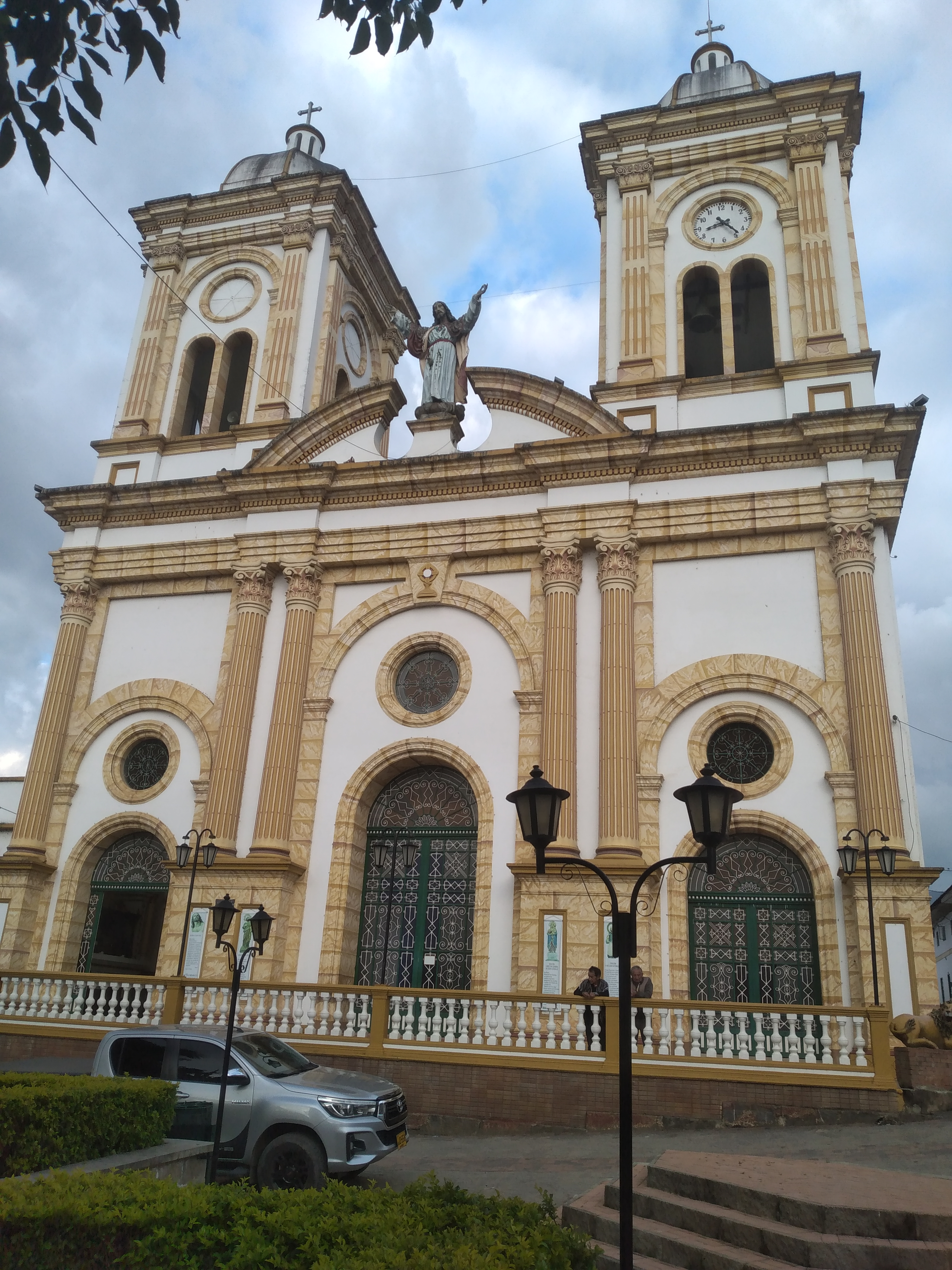
Parroquia Nuestra Señora del Buen Consejo, en Guayatá

Es un municipio ubicado en el extremo suroriente de Boyacá de la Provincia de oriente, es un territorio quebrado que pertenece a la Cordillera Oriental, dentro de los cuales se encuentran pequeños valles, mesetas y colinas correspondientes a la Cordillera de los Andes. Fue fundado el 6 de abril de 1821, Limita por el norte con Guateque (5,7 km), por el oriente con Somondoco (12,7 km) y Chivor (2,6 km), por el Occidente con Manta, por el sur con Gachetá y Ubalá (Cundinamarca 31,5 km), posee una gran variedad de microclimas, en su cabecera predomina un clima templado (18°). Se encuentra a una distancia de Tunja a 129 km y de Bogotá a 132. Celebra sus ferias y fiestas en el segundo puente de noviembre
es uno de los municipios más hermosos de Colombia es un municipio que se destaca en la elaboración de su tradicional mogolla guayatuna y sus arepas de laja , además es el municipio cafetero del valle de Tenza, rico en las más bellas tierras fértiles , posee en la actualidad minas de hierro de gran calidad, y además se ha destacado como un pueblo esmeraldero gracias a que hombres de su tierra se han destacado en la explotación y comercialización de las esmeralderas, como líderes y jefes en las minas del occidente de Boyacá y chivor.

## Sutatenza
Es un municipio colombiano, ubicado en la provincia del oriente del Departamento de Boyacá, a una distancia de 118 km de la ciudad de Tunja, la capital del departamento. Lugar de nacimiento de las Escuelas Radiofónicas en el mundo por el Padre José Joaquín Salcedo Guarín, fundador de Acción Cultural Popular y sus medios de acción como Radio Sutatenza, el periódico El Campesino y los Institutos para la formación de Líderes campesinos.

## La Capilla
La Capilla Municipio de Boyacá, localizada en el extremo más al Norte de la Provincia del Oriente y hace parte integral del Valle de Tenza. En 1793 durante el virreinato de José de Espeleta y Galdeano fue creado el Municipio con el nombre de La Capilla de Tenza.

## Garagoa

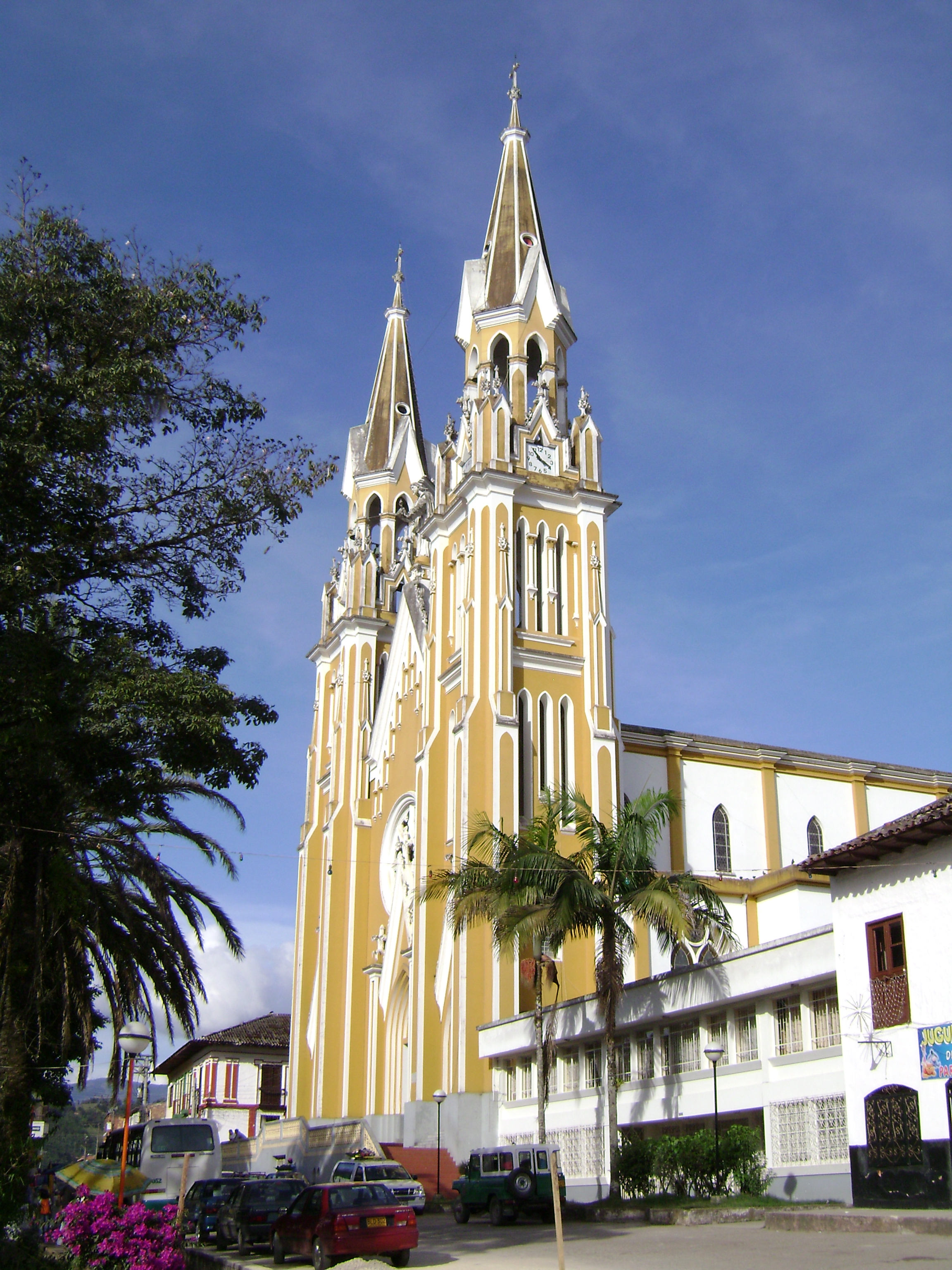
Catedral de Garagoa

El municipio de Garagoa, está localizado al suroriente del departamento de Boyacá, tiene origen prehispánico y en lengua aborigen GA significa siervo del Sol y RA olla que unido a GUA significa monte, es decir «siervos del sol detrás del cerro». La temperatura en la cabecera municipal es de 18 °C.
Denominada como La Sultana del Valle de Tenza, la población de Garagoa es una de la novena más poblada del departamento de Boyacá, por lo tanto, la más grande del Valle de Tenza, y una de las más activas comercialmente en lo que respecta a la región. Tal es su importancia social y cultural que Garagoa cuenta con una imponente Catedral y con Obispo, pues la religión católica es la principal fe religiosa que se guarda por los campesinos de esta zona colombiana.
Este pueblo boyacense tiene una cultura y una idiosincrasia fuertemente influenciada por el imaginario llanero. Además está rodeada de bellos escenarios naturales como el páramo de Mamapacha, reserva natural vital para la región y que guarda parte de las leyendas de este municipio, una escultura alegórica a este páramo se encuentra en el parque principal de Garagoa.

## Macanal
Es un municipio ubicado en el departamento de Boyacá.

## Información geológica
La región está compuesta por las formaciones geológicas de Une, Villeta, Socha Inferior y Bogotá de las eras Mesozoica y Cenozoica. La región es rica en rocas sedimentarias que incluyen arcillas, esquistos arcillosos, calizas y lutitas de color gris oscuro, pardas y rojizas.